# Dornier Do 19
Dornier Do 19 byl německý těžký čtyřmotorový dálkový devítimístný strategický bombardovací letoun s dvojitou SOP a zatahovacím podvozkem ostruhového typu.

## Vznik
V roce 1934 Luftwaffenführungsstab uvažoval o požadavcích na plánovaný těžký dálkový bombardovací letoun, který by byl schopen napadnout cíle ve Skotsku, případně v SSSR za Uralem. Tuto koncepci podporoval první náčelník štábu Luftwaffe Generaloberst Walther Wever. Jeho osobní angažovanost vedla Technisches Amt k vytvoření specifikací nového stroje, který byl neoficiálně nazván "Uralbomber". Navzdory mnoha odpůrcům, kteří například poukazovali na nedostatečnou úroveň německého leteckého průmyslu na sériovou výrobu tak velkého letounu, přiměl Wever Technický úřad k zaslání podmínek konkurzu společnostem Dornier a Junkers. Na jeho základě byly objednány prototypy letounů Dornier Do 19 a Junkers Ju 89.

## Vývoj
První nevyzbrojený prototyp Do 19 V1 (imatrikulace D-AGAI) byl zalétán 28. října 1936. Poháněly ho čtyři motory Bramo (Siemens) 322 H-2 o vzletovém výkonu po 526 kW, které roztáčely třílisté vrtule. Součástí výzbroje měly být dvě dvoumístné střelecké věže s kanónem ráže 20 mm. Práce na těchto věžích se však neustále protahovaly a jejich hmotnost byla navíc příliš vysoká pro podmotorovaný letoun.
Rozestavěné prototypy Do 19 V2 a V3 proto měly být vybaveny výkonnějšími devítiválcovými hvězdicovými pohonnými jednotkami BMW 132 F o vzletovém výkonu 596 kW. Třetí z prototypů měl již nést obrannou výzbroj.
Před dokončením Do 19 V2 a V3 zahynul Wever při letecké nehodě a ve funkci náčelníka štábu Luftwaffe ho nahradil Generaloberst Albert Kesselring. Na jeho příkaz byly 29. dubna 1937 všechny práce na Uralbomberu zastaveny. Kesselring uznal, že výroba strategického bombardéru v situaci potřeby stíhacích a taktických bombardovacích letounů zabírá příliš mnoho výrobních kapacit.
Rozestavěné prototypy byly sešrotovány. Do 19 V1 byl přestavěn na transportní a sloužil v Luftwaffe během polského tažení v září 1939.

## Specifikace

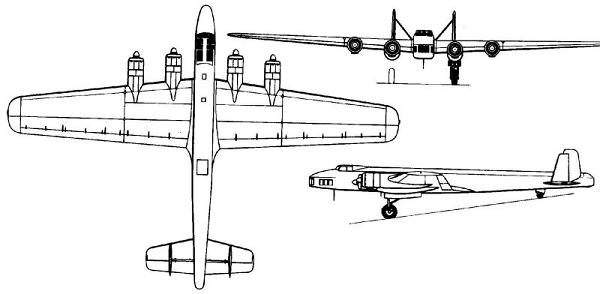
Dornier Do 19 V1

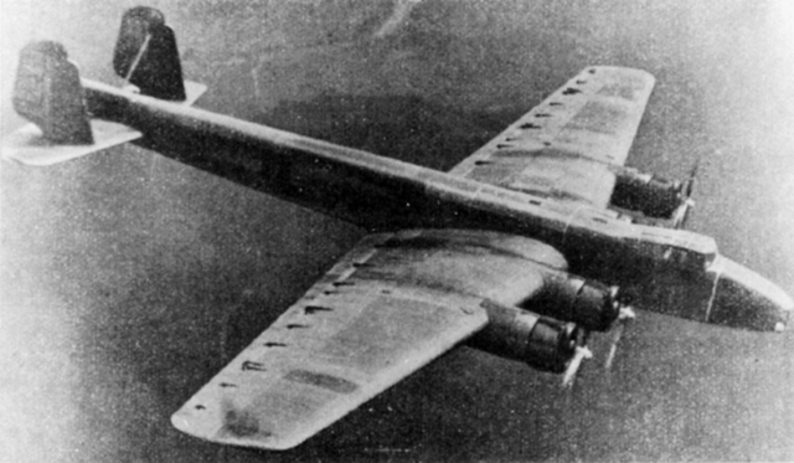
Dornier Do 19

### Technické údaje
- Osádka:
- Rozpětí křídla: 35,00 m
- Délka trupu: 24,50 m
- Výška: 5,80 m
- Hmotnost prázdného letounu: 11 771 kg
- Hmotnost vzletová: 18 353 kg
- Pohonná jednotka:

### Výkony
- Maximální rychlost u země: 315 km/h
- Cestovní rychlost v hladině 2000 m: 250 km/h
- Max. dostup: 5 600 m
- Doba výstupu do výšky 1000 m: 3,4 min
- Doba výstupu do výšky 5000 m: 30,5 min
- Maximální dolet: 1600 km